# نادي الشحانية
نادي الشحانية الرياضي (نادي النصر سابقًا)، هو أحد الأندية القطرية التي تلعب في دوري نجوم قطر يقع النادي بمنطقة الشحانية على بعد حوالي 20 كيلومترا شمال غرب العاصمة القطرية الدوحة.

## تعريف بالنادي
يقع النادي بمنطقة الشحانية على بعد حوالي 20 كيلومترا شمال غرب العاصمة القطرية الدوحة.

## بيانات أولية

### الموقع
يقع النادي بمنطقة الشحانية على بعد حوالي 20 كيلومترا شمال غرب مدينة الدوحة.

## نبذة تاريخية
شأنه شأن بقية أندية الدرجة الثانية ، أسس النادي سنة 1998 بموجب قرار رئيس الهيئة العامة للشباب والرياضة الشيخ / محمد بن عيد آل ثاني آنذاك رقم(50) لسنة 1998 الصادر في 27 / 12 / 1998 وذلك تحت مسمى نادي النصر والإشهار رقم 18/ 1998 م .. في بداية إنشائه كان مقر النادي بمنطقة الجميلية ثم انتقل ليستقر أخيرا ومنذ 2001 في مقره الحالي بمدينة الشحانية .. وبموجب قرار سعادة الشيخ / جاسم بن ثامر آل ثاني – نائب رئيس اللجنة الأولمبية القطرية رقم ( 28 ) لسنة 2004 الصادر بتاريخ 19 / 10 / 2004 تم تغيير مسمى النادي إلى نادي الشحانية الرياضي وذلك بناء على رغبة أعضاء مجلس الإدارة آنذاك.

## مجلس إدارة نادي الشحانية الرياضي
1. رئيس مجلس الإدارة: مناحي سعود محمد الشمري
2. نائب رئيس مجلس الإدارة: سيف نايف الشمري
3. أمين السر العام: فيصل مطر الشمر
4. أمين السر المساعد: سالم محمد الهاجري
5. أمين الصندوق: عايد سعود الشمري
6. رئيس جهاز الكرة: محمد سعود الشمري (عضو مجلس الإدارة)
7. أعضاء مجلس الإدارة: فهد أحمد المقالج ، سعد خليف فريح ، فهد مطر الشمري.

## ألوان النادي
يلعب نادي الشحانية الأساسي باللون الأزرق والأحمر.

## تشكيلة الفريق
ملاحظة: تشير الأعلام إلى المنتخب الوطني على النحو المحدد في قواعد الأهلية للفيفا. قد يحمل اللاعبون أكثر من جنسية واحدة غير تابعة للفيفا.
| الرقم | البلد   | المركز | اللاعب                           |
| ----- | ------- | ------ | -------------------------------- |
| 2     | إسبانيا | مدافع  | محمد إبراهيم                     |
| 3     | قطر     | مدافع  | بندر ناصر                        |
| 4     | قطر     | وسط    | محمد سيار                        |
| 5     | إسبانيا | مدافع  | مارك مونييسا                     |
| 6     | قطر     | وسط    | مصطفى جلال                       |
| 7     | قطر     | وسط    | عبد الرحمن مسعد                  |
| 8     | قطر     | مهاجم  | لطفي ماجر (معار من نادي الدحيل)  |
| 9     | هولندا  | مهاجم  | بيلي فان امرسفورت                |
| 10    | بلجيكا  | وسط    | فرانشيسكو أنتونوكسي              |
| 11    | قطر     | وسط    | عبد العزيز اليهري                |
| 12    | قطر     | حارس   | إبراهيم داريوش                   |
| 13    | قطر     | مدافع  | ضاري الشمري                      |
| 15    | قطر     | وسط    | إبراهيم عبده U21                 |
| 16    | قطر     | حارس   | محمد كاديك (معار من نادي الشمال) |
| 17    | قطر     | وسط    | عبد الله اليزيدي                 |

| الرقم | البلد    | المركز | اللاعب                               |
| ----- | -------- | ------ | ------------------------------------ |
| 18    | قطر      | مهاجم  | جيمي روبيو U21 (معار من نادي الريان) |
| 20    | قطر      | وسط    | يوسف هاني بلان                       |
| 21    | قطر      | مهاجم  | محمد أبو شنب                         |
| 22    | هولندا   | مدافع  | سفين فان بيك                         |
| 24    | قطر      | مدافع  | حسام كمال                            |
| 27    | قطر      | وسط    | ناصر الأحرق (معار من نادي الغرافة)   |
| 30    | قطر      | مدافع  | معاذ الودية U21 (معار من نادي السد)  |
| 32    | قطر      | وسط    | علي العمري                           |
| 40    | تونس     | مدافع  | علي سعودي                            |
| 66    | قطر      | مدافع  | علي بازمانديجان                      |
| 77    | قطر      | حارس   | ماجد خلف                             |
| 88    | قطر      | وسط    | نايف الحضرمي (معار من نادي الريان)   |
| 90    | سيراليون | مهاجم  | الحسن كوروما                         |
| 99    | قطر      | حارس   | شهاب الليثي (معار من نادي الدحيل)    |
| --    | قطر      | مهاجم  | نايف حميد U21 (معار من نادي السد)    |

### المعارون
ملاحظة: تشير الأعلام إلى المنتخب الوطني على النحو المحدد في قواعد الأهلية للفيفا. قد يحمل اللاعبون أكثر من جنسية واحدة غير تابعة للفيفا.
| الرقم | البلد     | المركز | اللاعب                                |
| ----- | --------- | ------ | ------------------------------------- |
| 1     | الأرجنتين | حارس   | باوتيستا بوركي (معار إلى نادي الدحيل) |

## وصلات خارجية
الموقع الرسمي